# Pseudoscopelus
Pseudoscopelus es un género de peces actinopeterigios marinos, distribuidos por aguas profundas del océano Atlántico, océano Pacífico y océano Índico.

## Especies
Existen 16 especies reconocidas en este género:
- Pseudoscopelus altipinnis Parr, 1933
- Pseudoscopelus aphos Prokófiev y Kukuev, 2005
- Pseudoscopelus astronesthidens Prokófiev y Kukuev, 2006
- Pseudoscopelus australis Prokófiev y Kukuev, 2006
- Pseudoscopelus bothrorrhinos Melo, Walker y Klepadlo, 2007
- Pseudoscopelus cephalus Fowler, 1934
- Pseudoscopelus cordilluminatus Melo, 2010
- Pseudoscopelus lavenbergi Melo, Walker y Klepadlo, 2007
- Pseudoscopelus obtusifrons (Fowler, 1934)
- Pseudoscopelus odontoglossum Melo, 2010
- Pseudoscopelus parini Prokófiev y Kukuev, 2006
- Pseudoscopelus paxtoni Melo, 2010
- Pseudoscopelus pierbartus Spitz, Quéro y Vayne, 2007
- Pseudoscopelus sagamianus Tanaka, 1908
- Pseudoscopelus scriptus Lütken, 1892
- Pseudoscopelus scutatus Krefft, 1971